# Parafia św. Józefa Robotnika w Złotoryi
Parafia pw. Świętego Józefa Robotnika w Złotoryi – parafia rzymskokatolicka w dekanacie Złotoryja, w diecezji legnickiej.  Jej proboszczem jest ks. Krzysztof Czyż. Obsługiwana przez księży diecezjalnych. Erygowana 8 sierpnia 2007. Kościół parafialny mieści się przy ulicy Władysława Broniewskiego. Jest najmłodszą parafią w mieście.